# 晉峰足球會
晉峰足球會（英語：Resources Capital Football Club，或簡稱晉峰），是香港的一支職業足球隊，前身為大中足球會，現時於香港甲組聯賽角逐。
晉峰足球會致力培養青少年及推動足球發展設有不同年齡的青訓梯隊。更決定成立晉峰栢禧五人足球學校，從兒童足球培訓做起。晉峰栢禧五人足球學校以晉峰的Dare to Challenge為宗旨，鼓勵球員勇於接受挑戰、勇於挑戰自己，配以栢禧「以足球改變生命」的信念，希望球員能透過足球訓練，讓球員在技術、戰術、體能、心理及社交五大範疇有所提升。

## 球會歷史

晉峰足球會會徽(2016–2021)

晉峰足球會會徽(2021–)

### 前身：大中足球會（2005年–2016年）
球隊會籍屬於大中出版社有限公司，2005年曾將會籍借給東盟足球會，以「東盟大中」名義參加香港丙組(甲)足球聯賽，並於2006–2007年獲得丙組(甲)亞軍，其後在丙組總決賽中，以3戰1勝2和得4分的成績，憑較佳得失球差壓過香港09奪得總冠軍，成功升上乙組。
2008至2009年球季，會籍借予駿昇足球會，並以「駿昇大中」名義參賽。駿昇大中找來朱兆銘、楊熙智、張耀聰、姚學文、冼家裕、蘇尚貴、招重文等前甲組球員，銳意爭取升班。在季中更邀得陳豪文及山度士兩名前香港隊球員助陣，進一步加強實力。最終球隊於2009年4月12日的聯賽以 1–0 擊敗葵青，獲得乙組聯賽亞軍，成功取得升班資格。
取得升班資格後，球會在2009至2010年球季開季前將香港足球總會的會籍由原有的「大中出版社有限公司」轉予2009年新成立的「大中足球會有限公司」，並改回原有名稱「大中」參加當時仍是香港頂級聯賽的甲組聯賽。獲得傑志借出宋濤、艾力士、鄭璟昊、陳嘉晉及基奧等年青球員，作為球隊骨幹成員，並邀得前大埔教練陳浩然擔任教練，由愉園來投的前香港隊球員潘文迪及前奧運隊門將黎柏勇擔任助教兼球員，還從其他球會找來拿美、張子鍵、吳國熙、盧俊傑、韓成等具實力的華將及外援，以老帶新姿態角逐甲組。
2009年9月25日，於九龍灣公園主場出戰天水圍飛馬，憑艾力士於72分鐘的入球，以 1–0 勝出，取得球隊升上甲組的首場勝仗。及後大中在主場先後擊敗沙田和晨曦，以及逼和大埔，其表現獲球迷好評。球隊在季中再獲傑志借出唐建文及葉頌朗，加強兵源調動。可惜在2010年5月16日，大中於九龍灣公園主場對南華的甲組聯賽，教練陳浩然因派出超額外援上陣，令大中被判以 0–3 見負，更間接令南華提早衛冕聯賽冠軍。事件發生數星期後，陳浩然被大中辭退。
翌季，大中改由前港隊教練狄恩執教，並保留張子鍵、鄭璟昊、陳嘉晉、盧俊傑、葉頌朗等舊將及找來日本名將三浦知良堂弟納谷伊織加盟。惟球隊在該季表現不進反退，整個球季深陷護級漩渦，加上踏入下半季後，納谷伊織等數名球員離隊致使球隊後備兵源不足，最終以18戰3勝2和13負得11分，於10隊中排名第9，只作賽了兩季便要降回乙組。
大中降回乙組後，在2011–2012年轉型成為傑志及仁濟醫院董之英紀念中學聯合推行的「職業足球員培育計劃」實驗球隊，以培育年青球員為目標。球隊改由巴塞隆納足球學校技術總監馬迪擔任主教練，前香港足球代表隊球員梁志榮、李靈峰、梁倬軒擔任助教兼球員，並獲傑志借出王子謙、陳浩峰、梁家希等小將，配合大部分仁濟醫院董之英紀念中學校隊成員出戰乙組聯賽，惟球隊的整體實力和經驗始終與其他球隊有所差距，整個球季只在中下游位置掙扎，最終只以第 8 名完成賽季。翌季，大中改以大專生為骨幹參戰乙組，除保留李靈峰、梁倬軒等舊將外，還成功邀請前香港足球先生盧比度擔任助教兼球員，並招攬羅敏聰、陳文俊、朱國良等上屆效力甲組球隊的球員加盟，增強球隊實力以爭取回升甲組。

### 晉峰誕生：衝超時期（2016年–2020年）
2016年，鄧偉豪購入大中會籍，改名為晉峰足球會，球會命名寄意可晉升闖高峰。短短數年已在球圈建立不俗的聲望，2018–2019年度晉峰足球會奪得香港足總盃初級組亞軍、香港甲組五人聯賽冠軍及五人足球足總盃季軍，亦使更多球迷認識晉峰足球會。
晉峰足球會在新球季以700百萬港元班費再戰港甲，目標是爭取升班，並被傳媒認定將會與港會和北區成為當季甲組的三強份子之一。在巨額的投資下，球隊聘請了西班牙籍教練艾斯達維，期望先鞏固原有班底之實力再作升班打算，因不想步當年的升班馬凱景在2018-19年度港超球季不幸降班的失敗後塵。即使資金充裕，晉峰亦未有斥巨資收購外援，維持林駿杰、廖億誠、佐敦·查維斯及黃偉國等作為主力，希望給予年輕球員全職踢波的機會。而晉峰在首場聯赛賽事便以8:0大勝深水埗，打下一個好開始。但因疫情腰斬賽季；不过皇天不負有心人，該隊最終於2020年7月8日獲足總通知下正式升班到2020/21港超，完成「衝超」大業。

### 加入港超聯（2020年–2024年）
晉峰於2019–2020賽季甲組聯賽位居首循環第一名，可惜由於疫情來襲，最後聯賽被迫腰斬。2020年7月8日，晉峰收到香港足總通知，正式確認球會2020–21年香港超級聯賽的參賽資格。2021年3月14日，晉峰在聯賽作客深水埗運動場對戰愉園，結果在補時階段獲得十二碼，由艾拔簡勞操刀射入，以一比零絕殺愉園。奪得球隊升上港超聯之後第一場勝仗。最終，晉峰於2020–21年香港超級聯賽以第七名完成。
2021–2022年球季，晉峰以打入前五為目標，更簽入多名年青球員加強實力。包括中堅葉卓文、中場林樂勤、前鋒播磨浩謙等球員。可惜，球季最終因疫情嚴重腰斬。
2022–2023年球季，改用華人主教練鄧冠研，簽入中場球員伍家揚。2022年10月10日鄧教練以私人理由辭職，職務由助教暫代，及後主教練艾斯達維回歸。2023年冬季轉會窗1月簽入外援進攻中場列卡度，外援前鋒栢保羅和外援前鋒羅拔奥度及港隊防守中場陳肇鈞加強球隊競爭力此外陳肇鈞為首位球隊簽入的大港腳球員，由青春班變成中型班，最終在10隊中排名第八完成賽季。聯賽煞科戰，邀請台灣著名啦啦隊樂天女孩表演，成為球圈熱話，青衣運動場全場滿座。
2023年5月31日，主教練艾斯達維，外援列卡度，栢保羅，羅拔奥度，費利浦薩離隊。
2023年6月，華人球員滿約離隊、包括龍門林駿杰、龍門何國泉、龍門羅皓陽、中堅葉卓文、防守中場劉君正、前鋒播磨浩謙、前鋒黃偉國。
2023年8月開操，簽入韓國教練、補充數名外援、只補充三名小將曾俊軒、林樂賢、袁世傑、華人主力多是U23以下球員。何教練因為今屆年青球員為主、實力較差、只期望打好每場波就足夠。再簽入韓國外援後衛文智星、尼日尼亞中場外援、日本外援補充實力。
2023–2024球季
2023年8月14日(星期一)在京士柏運動場正式開操，球隊委任鄭璟昊為隊長，何思哲為副隊長。以曾仲楠，林樂賢，袁世傑等當打球員為主力，帶領楊憲樂，李呈等小將出戰。何信賢總監今年目標在聯賽中游，今季以體力化，機動化為主。希望三年後這批小將成熟後，有友會羅致。今年新簽外援有後衛澳洲、韓國金相佑、文智星、中場尼日尼亞、前鋒巴西、日本、尼泊爾。
2024年6月22日和全部外援和部份華人球員正式解約。包括韓國後衛文智星，韓國後衛金賢昊，韓國後衛金相佑，英格蘭中場奥迪加，美國日本混血兒中場梅田小太郎，日本外援前鋒柴田勇輝，韓國外援前鋒李倫權。華人球員有左後衛許澤崴加盟九龍城，華人翼鋒曾俊軒離隊，加盟傳統勁旅之一香港足球會，防守中場李呈加盟流浪，攻擊中場邵昀俊加盟九龍城，前鋒張青雲加盟流浪，前鋒徐竟柔及前鋒歐陽浩銘加盟九龍城。

### 回歸甲組(2024年至今)
2024-2025球季
2024年6月21日，何信賢教練宣佈回歸甲组。
24-25年球季。回歸征戰甲組。2024年8月尾會公佈新一季球會陣容。
2024年9月初正式公佈陣容：主教練戴思聰丶助教甄梓勤丶助教關子維、球員大軍包括：1號龍門徐浩賢丶13號龍門顏晉謙丶18號龍門高俊、25號龍門葉東陽丶後衛：2號馬國軍丶5號羅敏聰丶6號黃緯傑丶21號林浩軒丶23號馮澧濠、30號馬崇銘、75號外援、91號王樂一丶中場：8號梁創業丶24號李澤淳丶29號副隊長羅浩賢丶33號隊長談樂軒、88號黃澤勤丶93號關鎧浚、前鋒：9號丹尼丶10號外援丶12號黃輝煌、16號趙少維丶17號李子峰丶19號林保、99號陳爾基。

## 歷年賽季成績
| 賽季      | 組別 | 聯賽隊數 | 聯賽名次 | 聯賽成績 | 聯賽成績 | 聯賽成績 | 聯賽成績 | 平均每場入場 人數（港超聯賽） | 香港高級組銀牌 | 香港菁英盃 | 香港足總盃 |
| 賽季      | 組別 | 聯賽隊數 | 聯賽名次 | 勝       | 和       | 負       | 總分     | 平均每場入場 人數（港超聯賽） | 香港高級組銀牌 | 香港菁英盃 | 香港足總盃 |
| --------- | ---- | -------- | -------- | -------- | -------- | -------- | -------- | ----------------------------- | -------------- | ---------- | ---------- |
| 2020–21年 | 港超 | 8        | 第六名   | 4        | 0        | 10       | 12       | 575人                         | 腰斬           | 分組賽     | 腰斬       |
| 2021–22年 | 港超 | 8        | 腰斬     | 腰斬     | 腰斬     | 腰斬     | 腰斬     | 469人（腰斬前）               | ---            | 腰斬       | 腰斬       |
| 2022–23年 | 港超 | 10       | 第八名   | 5        | 3        | 10       | 18       | 524人                         | 半準決賽       | 分組賽     | 第一圈     |
| 2023–24年 | 港超 | 11       | 第十一名 | 1        | 4        | 15       | 7        | 350人                         | 半準決賽       | 分組賽     | 半準決賽   |

## 球會榮譽
| 榮譽                  | 次數        | 年度        |
| 本 土 聯 賽           | 本 土 聯 賽 | 本 土 聯 賽 |
| --------------------- | ----------- | ----------- |
| 甲組聯賽（新制） 冠軍 | 1           | 2019–2020   |
| 乙組聯賽（舊制） 亞軍 | 1           | 2008–2009   |
| 丙組聯賽（舊制） 冠軍 | 1           | 2006–2007   |
| 香港足總盃初級組 亞軍 | 1           | 2018–2019   |

## 人員名單

### 管理層及職員名單
| 職 位                 | 名 字 及 國 籍               |
| 管 理 層及行 政 職 員 | 管 理 層及行 政 職 員        |
| --------------------- | ---------------------------- |
| 會長：                | 黃俊雄                       |
| 主席：                | 鄧偉豪                       |
| 足球總監：            | 何信賢                       |
| 總經理：              | 游曉君                       |
| 秘書：                | 張煒聰                       |
| 贊助商：              | 晉峰金融                     |
| 贊助商：              | 未來香港足球發展慈善有限公司 |
| 教練團                |                              |
| 暫代主教練：          | 何信賢                       |
| 助教：                | 邱梓洋                       |
| 守門員教練：          | 甄堅強                       |
| 運動治療師：          | 鄭俊軒                       |
| 物理治療師：          | 鄭子祈                       |
| 隊醫：                | 何浩儀                       |
| 顧問兼五人隊教練：    | 潘文俊                       |

### 球員名單（2025–2026球季）
| 球員註冊類別 | 球員註冊類別     |
| ------------ | ---------------- |
|              | 外援             |
|              | 多重國籍本地球員 |
|              | U-22青年球員     |

| 號碼   | 國籍   | 球員名字                 | 出生日期      | 加盟年份 | 前屬球會 | 球員註冊身份 | 備註   |
| 守門員 | 守門員 | 守門員                   | 守門員        | 守門員   | 守門員   | 守門員       | 守門員 |
| ------ | ------ | ------------------------ | ------------- | -------- | -------- | ------------ | ------ |
| 18     | 香港   | 高俊（Ko Chun "Wilson"） | 1998年2月17日 | 2024年   | 理文     |              | 新加盟 |
| 後衛   |        |                          |               |          |          |              |        |
| 21     | 香港   | 林浩軒（Lam Ho Hin）     | 2001年7月19日 | 2023年   | 自由身   |              |        |
| 中場   |        |                          |               |          |          |              |        |
| 前鋒   |        |                          |               |          |          |              |        |

### 外借球員（2025–2026球季）
| 國籍 | 球員名字 | 位置 | 出生日期 | 外借球會 |
| ---- | -------- | ---- | -------- | -------- |

### 離隊球員（2025–2026球季）
| 國籍 | 球員名字 | 位置 | 出生日期 | 外借球會 |
| ---- | -------- | ---- | -------- | -------- |

## 歷任主教練名單
|2019-2022,2022-2023 艾斯達維（Joan Esteva Pomares）
|2022 鄧冠研（Tang Kwun-Yin）
|2022,2024 何信賢（Ho Shun Yin）（暫代）
|2023-2024 河赫俊（Ha Hyeok-jun）

## 曾效力球員

### 本地球員
| 陳豪文 | 陳嘉晉 | 鄭璟昊 | 張子鍵 | 張耀聰 | 招重文   | 朱兆銘     |
| 朱偉霖 | 何紹聰 | 郭家麒 | 黎雅彥 | 黎柏勇 | 林曉峰   | 劉子亮     |
| 李英偉 | 李靈峰 | 李恒滙 | 盧俊傑 | 羅振南 | 潘文迪   | 冼家裕     |
| 蘇尚貴 | 曾至孝 | 楊熙智 | 葉子俊 | 姚學文 | 陳皓駿   | 梁創業     |
| 梁子鍵 | 茹子楠 | 林富貴 | 廖億誠 | 何國泉 | 播磨浩謙 | 陳肇鈞     |
| 林駿杰 | 黃偉國 | 葉卓文 | 劉君正 | 林樂勤 | 林樂賢   | 龐焯熙     |
| 陳嘉昊 | 麥梓軒 | 許澤崴 | 邵昀俊 | 徐竟柔 | 歐陽浩銘 | 袁世傑     |
| 何思哲 | 呂卓芹 | 張青雲 | 黃韜霖 | 黃政德 | 楊憲樂   | 周睿弘     |
| 紀思昊 | 曾仲楠 | 曾俊軒 | 李呈   | 翁嘉禧 | 山度士   | 佐敦查維斯 |

### 外援球員
| 晉峰足球會曾效力球員 - 外援球員 | 晉峰足球會曾效力球員 - 外援球員 | 晉峰足球會曾效力球員 - 外援球員 | 晉峰足球會曾效力球員 - 外援球員 | 晉峰足球會曾效力球員 - 外援球員 | 晉峰足球會曾效力球員 - 外援球員 | 晉峰足球會曾效力球員 - 外援球員 | 晉峰足球會曾效力球員 - 外援球員 | 晉峰足球會曾效力球員 - 外援球員 | 晉峰足球會曾效力球員 - 外援球員 |
| ------------------------------- | ------------------------------- | ------------------------------- | ------------------------------- | ------------------------------- | ------------------------------- | ------------------------------- | ------------------------------- | ------------------------------- | ------------------------------- |
| 列卡度                          | 布雷廸                          | 費利浦薩                        | 凱基                            | 栢保羅                          | 郭劍橋                          | 宋濤                            | 蘇洋                            | 元洋                            |                                 |
| 燕鳴昊                          | 拿美                            | 基奧                            | 盧加路                          | 佐敦布朗                        | 奧廸加                          | 盧比度                          | 卡爾特納                        | 艾拔簡勞                        |                                 |
| 梅示敦                          | 艾欣                            | 納谷伊織                        | 岡川晏登                        | 柴田勇輝                        | 梅田小太郎                      | 金賢昊                          | 金相佑                          | 文智星                          |                                 |
| 李倫權                          | 艾力士                          | 羅拔奧度                        | 伊高度                          |                                 |                                 |                                 |                                 |                                 |                                 |

## 健步足球隊

### 健步足球計劃
於2011年，健步足球在英國推行。與足球不同，健步足球只准步行，不准跑動、而且踢球不能高於六尺以及不准作身體衝撞。由於活動講求球技和安全，因此迅速於世界各地普及起來。本會引入健步足球計劃，希望藉此鼓勵中年或以上人士參加「足球」活動，讓他們感受到足球運動與人相處的樂趣及建立恆常運動的生活習慣。除了足球技巧外，更會加設健體伸展運動，教授學員如何強化下半身肌肉，加強平衡力，減低受傷機會，保持健康體魄。另為保障參與者和增加安全性，健步足球練習內容由具教導健步足球經驗的教練設計，然後讓註冊足球教練負責執行。

### 健步足球隊正式成立
於2023年，晉峰足球會成立健步足球隊，立志推動新興運動及提升市民健康質素。本會以健步足球作為媒介，培養中年或以上人士持續運動的習慣，從而進一步推動地區發展健步足球運動。晉峰首隊「健步足球隊」成員由來自香港各區中小幼及特殊學校的校長所組成，希望藉此成為學生榜樣，鼓勵學生除了重視品德及學業外，同時須養成勤做運動的良好習慣。

### 球員名單
- 主教練：何信賢
- 助教：邱梓洋
- 隊長：陳善科
- 守門員：
  - 陳淑儀 徐劍 張廸生
- 場區球員：
  - 林堅 周德輝 馮家俊 劉偉傑
  - 金偉明 馬文琪 曾英賢 李偉鋒
  - 容偉鴻 仇恒初 賴俊榮 鍾堯基
  - 陳志恒 何敏茵 梁孝友 陳志斌
  - 沈明輝 葉春燕 鄭裔威

## 聯盟球會
- 栢禧

## 外部連結
- 官方网站 （页面存档备份，存于）
- 晉峰足球會的Facebook專頁
- 晉峰足球會的Instagram帳戶
- 晉峰足球會商店 （页面存档备份，存于）
- 晉峰栢禧五人足球學校的Facebook專頁
- 中國香港足球總會網頁球會資料 （页面存档备份，存于）